# Henk Gortzak
Hendricus (Henk) Gortzak (Amsterdam, 25 april 1908 - aldaar, 31 maart 1989) was een Amsterdamse timmerman en vanaf 1946 een van de voornaamste communistische leiders.
Gortzak was bekend als een fel debater, die het de Kamervoorzitter vaak lastig maakte. Hij was voorzitter van de CPN-fracties in de Tweede Kamer en de gemeenteraad van Amsterdam. Hij verliet in 1958 na een conflict met Paul de Groot over de positie van de Eenheids Vakcentrale (EVC) samen met Gerben Wagenaar en twee anderen de communistische fractie en deed voor de Brug-groep zonder succes mee aan de Kamerverkiezingen van 1959. Nadien was hij lid van de PSP, voor welke partij hij vanaf 1969 nog twee jaar Kamerlid was.
Henk Gortzak is de vader van Wouter Gortzak, een later PvdA-Kamerlid, Henk Jan Gortzak, een voormalig directeur van het Tropenmuseum in Amsterdam en Ruud Gortzak, een cabaretcriticus.

## Partijlidmaatschappen
- Communistische Partij Holland (CPH), van 1924 tot 1931 (tijdelijk geroyeerd, bleef officieus lid)
- Communistische Partij Holland, vanaf 1934 (weer officieel lid na zijn aandeel in het Jordaanoproer)
- Communistische Partij van Nederland (CPN) tot 4 april 1958 (geroyeerd)
- Brug-groep, van 15 april 1958 tot 1959
- Socialistische Werkerspartij (SWP), van 12 juni 1959 tot 18 december 1965
- Pacifistisch Socialistische Partij (PSP), van 1965 tot november 1974

## Loopbaan
- hulpje bij groente- en fruitstal te Amsterdam, vanaf 1920
- loopjongen bij dameshoedenzaak te Amsterdam tot 1922
- leerling timmerman, van 1922 tot 1926
- timmerman, van augustus 1928 tot 1939 (vanaf 1930 enige malen onderbroken door werkloosheid)
- arbeider metaalbedrijf Sikkel en Hamer te Moskou, omstreeks 1931
- werkloos, omstreeks 1933
- partij-instructeur CPH in de Noordelijke provincies
- partij-instructeur CPH in Limburg en Zwolle, omstreeks 1936
- arbeider werkverschaffing te Amsterdam (betrokken bij de aanleg van het Amsterdamse Bos)
- beheerder van woningen, vanaf 1936
- krijgsgevangene te Stargard (Dld.), van mei 1940 tot juni 1940
- timmerman bij barakkenbouw te Schellingwoude, van 1940 tot 1941
- medewerker illegale blad De Waarheid, vanaf november 1940
- ondergedoken te Rotterdam, van juni 1941 tot juni 1941
- ondergedoken te Utrecht, van juni 1941 tot 11 juni 1944
- gevangenschap strafgevangenis te Scheveningen, vanaf 11 juni 1944
- gevangenschap interneringskamp te Vught, van 1944 tot september 1944
- gevangenschap concentratiekamp te Sachsenhausen, van september 1944 tot 23 april 1945
- actief bij heroprichting Duitse Communistische Partij, van mei 1945 tot 1945
- vrijgesteld partijfunctionaris CPN, vanaf 1945
- lid gemeenteraad van Amsterdam, van november 1945 tot 1 september 1958
- redacteur dagblad De Waarheid, van 1947 tot 1949
- lid Tweede Kamer der Staten-Generaal, van 27 juli 1948 tot 20 maart 1959 (namens de CPN)
- lid Provinciale Staten van Noord-Holland, van 4 juli 1950 tot 5 juli 1962
- fractievoorzitter CPN Tweede Kamer der Staten-Generaal, van juli 1952 tot september 1957
- timmerman, van 1959 tot 1962
- beheerder van woningen, vanaf 1962
- lid Tweede Kamer der Staten-Generaal, van 3 juni 1969 tot 10 mei 1971 (namens PSP)

## Partijpolitieke functies
- medewerker De Tribune
- redacteur De Jonge Arbeider
- politiek secretaris CPN afdeling Amsterdam, vanaf oktober 1945
- fractievoorzitter CPN gemeenteraad van Amsterdam, van november 1945 tot april 1958
- lid partijbestuur CPN, van 1953 tot 1957
- hoofdredacteur De Brug, maandblad voor Vrede en Socialisme, van 1958 tot 1965
- lid dagelijks bestuur SWP, van 12 juni 1959 tot 18 december 1965
- lijsttrekker SWP gemeenteraadsverkiezingen in de gemeente Amsterdam, juni 1959
- lid partijbestuur PSP, van 1967 tot 1968
- redacteur partijblad Radikaal, van 1968 tot 1970
- hoofdredacteur Radikaal, van 1970 tot 1973

## Nevenfuncties
- medewerker Vereniging Vrienden van de Sovjet-Unie (VVSU), omstreeks 1931
- lid bestuur Eenheids Vakcentrale (EVC), van 1955 tot 1961

## Opleiding
- Openbare lagere school te Amsterdam
- opleiding voor timmerman LTS te Amsterdam, van 1922 tot 1926
- opleiding Nijverheidsavondschool te Amsterdam, van 1922 tot 1926
- cursus Marxistisch-Leninistische beginselen Internationale Leninschool te Moskou, van augustus 1931 tot december 1932 onder de schuilnaam Henk Defries

## Activiteiten als parlementariër
- Zijn specialismen in de Tweede Kamer waren onderwijs en volkshuisvesting. Sprak verder onder meer bij zaken rond de watersnood van 1953 en bij de behandeling van de ontwerp-Deltawet
- Interpelleerde in 1950 minister Mansholt over de voortdurende stijging van de prijs van consumptie-aardappelen
- Interpelleerde in 1953 minister-president Drees over de viering van 5 mei
- Interpelleerde in 1954 minister Suurhoff over verbetering van de Noodwet Ouderdomsvoorziening
- Interpelleerde in 1956 de ministers Drees, Suurhoff en Klompé over een toeslag voor uitkeringstrekkers in verband met de felle koude
- Interpelleerde in 1958 minister Suurhoff over de bouwvak-CAO
- Hield zich als Tweede Kamerlid voor de PSP vooral bezig met volkshuisvesting, sociale zaken en binnenlandse zaken
- Interpelleerde in 1969 minister Schut over huurverhogingen voor gemeentewoningen in Den Haag die gebouwd waren voor 1921
- Interpelleerde in 1970 minister Schut over richtlijnen inzake toepassing van de Woonruimtewet 1947
- Interpelleerde in 1970 staatssecretaris Van Veen over vermindering van de uitkering uit het Algemeen Burgerlijk Pensioenfonds in verband met de AOW-vakantietoeslag

## Wetenswaardigheden
- Werd met anderen (onder wie Gerben Wagenaar, Bertus Brandsen en Rie Lips) geroyeerd als CPN-lid na een conflict met in het bijzonder Paul de Groot over de positie van de Eenheids Vakcentrale
- Werd bij zijn terugkeer in de Tweede Kamer in 1969 vijandig bejegend door de CPN-fractie; deze fractie verklaarde voor geen enkele door Gortzak ingediende motie te zullen stemmen
- Trad uit de PSP uit onvrede over radicalistische tendenzen
- Gearresteerd na de Februaristaking
- Ondergedoken in Rotterdam (het Witte Dorp)
- Ondergedoken bij de familie Willemsen in Utrecht
- Was als onderduiker actief in het verzet
- medeoprichter Kommunistische Partei Deutschlands
- Zijn vader was steenzetter

## Woonplaats en adres
- Moskou, omstreeks 1931
- Oost-Duitsland, vanaf 1945
- Amsterdam, Charlotte de Bourbonstraat 18, omstreeks 1952 en nog in 1956
- Amsterdam, Geuzenstraat 5/I, omstreeks 1969

## Verenigingen, sociëteiten, genootschappen
- lid Communistische Jeugdbond, vanaf 1923
- lid Nationaal Arbeids-Secretariaat (NAS) tot 1927 (geroyeerd)
- lid NVV, van 1928 tot 1932 (geroyeerd)
- lid Rode Vakbewegingsoppositie (RVO)
- lid zwemgroep De Watervrienden
- lid ritmische dansgroep Florrie Rodrigo, vanaf 1928
- lid Rijswijkse (vakbond van "ongeorganiseerden")
- lid Algemene Bond van Werkenden in de Bouw (ABWB) (EVC-bond)

## Militaire dienst
- dienstplichtig soldaat, van februari 1928 tot augustus 1928
- gemobiliseerd soldaat, van 1939 tot mei 1940 (in actieve dienst bij de grenstroepen in Limburg in mei 1940; werd reeds op 10 mei krijgsgevangene)